# Orde de Val des Choues
L'Orde de Val des Choues o Ordo Valliscaulium fou un orde monàstic catòlic fundat a Val des Choues (Borgonya) cap al 1193, amb influència dels ordes cistercenc i cartoixà. L'orde, difós per la Borgonya i Escòcia, es va extingir en 1764, integrant-se a l'Orde del Cister.

## Fundació

### Llegenda de Viard de Lugny, el fundador
La tradició atribueix la fundació de l'orde a Viard, germà llec de la cartoixa de Lugny, a la diòcesi de Langres (Borgonya). Cap al 1184, Viard havia demanat permís al seu superior per retirar-se a fer vida eremítica en una cova, ja que volia viure encara amb més austeritat i rigor que a la cartoixa. La seva fama de santedat quan ja era eremita va fer que el duc Eudes III de Borgonya, per complir un vot, fes edificar en 1193 un monestir proper al lloc de l'eremitori, anomenat en llatí Vallis Caulium (literalment Vall de Cols, en francès Val-des-Choux i, actualment Val des Choues), a uns vint kilòmetres de Châtillon-sur-Seine. Viard en fou el prior i redactà una regla basada alhora en les de l'Orde de la Cartoixa i de l'Orde del Cister.
Segons això, seria probable que, com en altres casos similars, al lloc hi hagués diversos eremites que acabaren formant una comunitat i que Eudes III fes edificar un monestir per agrupar-los i on, potser, Viard s'encarregués de redactar unes constitucions.
Testimonis posteriors parlen de la fundació per Viard i l'aprovació de les constitucions en 1193 per Honori III, però són obres molt tardanes, basades en la tradició ja arrelada, i que no aporten proves documentals de la historicitat del fet.

### Fundació històrica
La llegenda però, és improbable, ja que les fundacions de la cartoixa de Lugny i de Val des Choux són gairebé simultànies i encara no hi havia hagut cap moviment reformador en el si de la cartoixa. Tampoc no hi ha cap testimoni de l'existència de Viard, i el primer prior de Val des Choux va ésser, i és documentat, un monjo anomenat Guiu (Gui), que fou succeït per Humbert. Una làpida a la seva tomba a l'església del priorat deia: "Hic duo sunt fratres, caput ordinis, et protopatres, Guido et Humbertus, sit Christus utrisque misertus" ("Aquí són dos germans, cap de l'orde i protopares, Guiu i Humbert; hagin tingut la misericòrdia de Crist"). D'altra banda, l'únic Viard documentat és posterior: una inscripció a Val des Choux diu: "Anno Domini MCCXCIII quarto nonas novembris intravit frater Wiardus in chorum Vallis Caulium" ("L'any del Senyor de 1293, el dia quart de les nones de novembre, entrà el germà Wiart al cor de Vallis Caulium").

## Regla
No se'n conserven les primeres constitucions, però poden reconstruir-se a partir de la butlla d'aprovació d'Innocenci II de 1205, que les dona a "De prima institutione Vallis Caulium". Les constitucions es basen en les de l'Orde del Cister pel que fa a la litúrgia de la missa i l'ofici diví en comunitat, com també allò referit als àpats i el treball en comú i la pregària i contemplació; en canvi, la reglamentació de les hores que anaven de les matines a l'hora del treball i dels vespres a l'alba, on el monjo vivia sol, s'inspirava directment en la regla de l'Orde de la Cartoixa.
L'Ordinale, en el seu conjunt, recull normes molt similars a les de l'orde cistercenc i, en menor grau, a les cartoixanes, com l'obligació que els monjos visquin en cel·les separades, l'obligació de dormir amb l'hàbit posat o el jardí o horta particular que cada monjo havia de conrear les tardes, després dels oficis; en certa manera, l'orde de Valliscaulium recorda l'Orde de Grandmont. Malgrat que, en conjunt, l'orde era molt propera a la cistercenca, la disposició dels monestirs en cel·les separades donava la impressió d'una major vinculació amb la Cartoixa, la qual cosa va donar peu a alguns equívocs. L'hàbit era similar al dels cartoixans, blanc, però amb escapulari i caputxa negres i la caputxa curta en comptes de la més llarga dels cartoixans.
També com els cartoixans, els priorats valiscauliencs no podien tenir més de vint monjos. Això implicava que la comunitat no podia subsistir només del seu treball i calia l'ajut de patrons poderosos que hi aportessin ingressos. A més, el fet que només poguessin viure de les rendes de les terres, feia que no tinguessin ramats o terres de conreu i que basessin els seus ingressos en el conreu de les hortes de cada cel·la, l'explotació dels boscos i els delmes de les terres que posseïen.
Quan l'orde començà a expandir-se, la regla es reformà i fou suavitzada per un capítol general autoritzat per Innocenci III. El resultat fou que se semblà encara més a l'orde cistercenc, fins al punt que aquest admeté Val des Choux en la seva comunitat de pregàries.

## Expansió
L'orde dels Germans de la Vall de les Cols fou confirmada per Innocenci III el 12 de febrer de 1205 o 1206. El mateix any, el duc Eudes III de Borgonya els concedí terres i boscos al voltant del priorat, donació confirmada pels seus successors, el bisbe de Langres i altres.

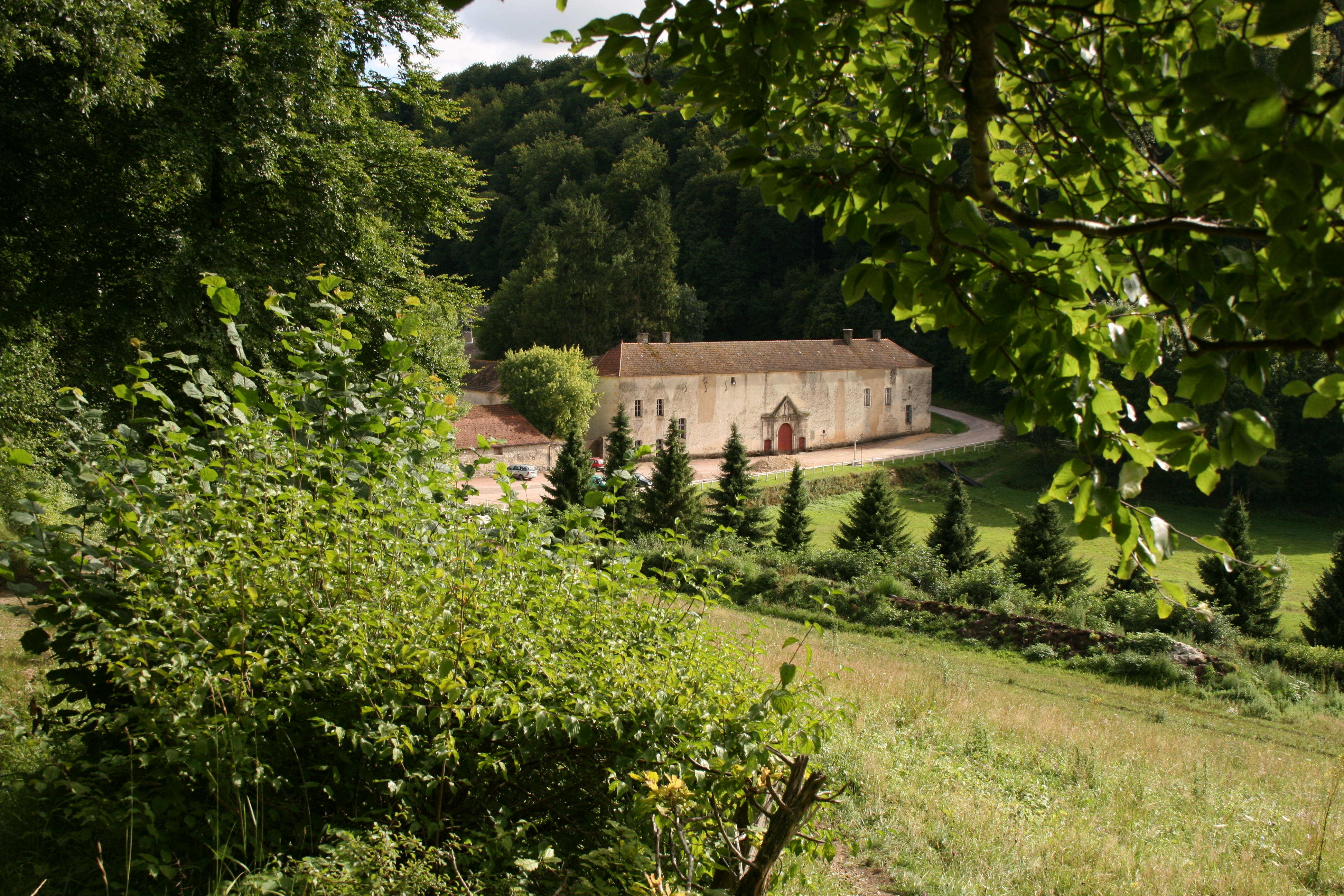
Entrada actual a Val des Choues

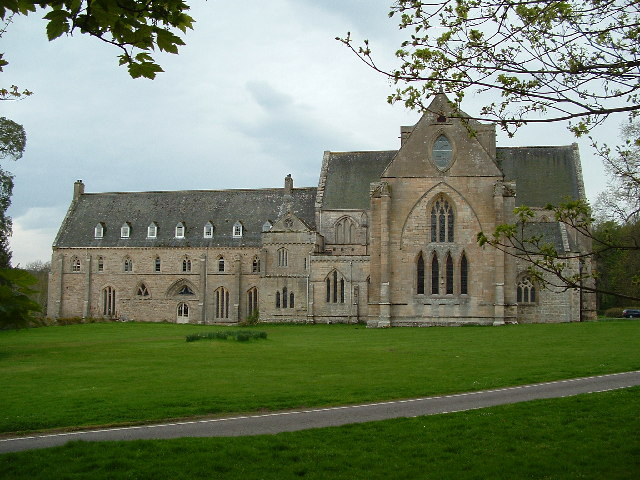
Abadia de Pluscarden

L'orde no va arribar a tenir les dimensions d'altres grans ordes monàstics contemponaris; en el seu moment de màxima extensió, tenia trenta monestirs, però només se'n coneixen els noms de vint-i-un. La casa mare i seu del prior general sempre fou Val des Choux, també anomenat Val de Saint-Lieu (Villiers le Duc, Châtillon-sur-Seine). Divuit n'eren a França (llevat de dos a Normandia i un a Lieja, tots eren a la Borgonya), i tres a Escòcia (Ardchattan, Beauly i Pluscarden, fundats tots tres en 1230 a partir d'uns privilegis donats a l'orde per Alexandre II d'Escòcia). Sembla, per mencions als estatuts de 1268, que també n'hi havia cases a Alemanya.
Els priorats francesos eren: Sainte-Barbe (Plain-Marchais, Saint-Fargeau, abans de 1213-1565), L'Épeau (Donzy, 1214-1572), la casa més important de l'orde, després de la casa mare; Val Croissant (La Motte-Ternant, Saulieu, 1216), La Genevroye aux Moines (Soncourt-sur-Marne, Froncles, 1216), Vauclair (Moulin de Vauclair, Giey sur Aujon, Arc-en-Barrois, 1219-1778), Clairlieu (Pâlis, Estissac, fundat abans de 1222-1792), L'Abbayotte (Magny-sur-Tille, Genlis, ca. 1224, traslladat en 1363 a Dijon, com a Petit Saint-Lieu, i convertit en oratori en 1621), Le Val Dieu (Moulin de Val-Dieu, Lachy, Sézanne, fundada entre 1234 et 1253 per Teobald I de Navarra), Vausse (Châtel-Gérard, Noyers, abans de 1235-1740), Remonvaux en Bassigny (Liffol-le-Petit, Andelot-Blancheville, abans de 1248), Le Val Saint-Benoît (Epinac, ca. 1240-1705), Le Val Duc (o Valduc, Salives, Grancey-le-Château, fundada en 1248 per Hug IV de Borgonya, enderrocada en 1779), Saint-Nicolas de Réveillon (Entrain, Entrains-sur-Nohain, 1250), Uchon (Etang-sur-Arroux, 1250, dependent de Val Croissant), Notre-Dame de Beaupré (Soumaintrain, Neuvy-Sautour, 1250) i Royal-Pré (Cricqueville-en-Auge, Dozulé, Normandia, fundat en 1255 per sant Lluís IX de França).
Se'n conserva una llista dels priors generals de l'orde, des del llegendari Viard, mort cap al 1213, a Dorothée Jallontz, últim prior de Val-des-Choux. Ben poc se sap de l'evolució de l'orde; com d'altres, va anar relaxant el rigor d'aplicació de la regla, en part per les guerres que afectaven contínuament la vida de la comunitat, ja que obligava els monjos a abandonar la vida solitària i refugiar-se temporalment en altres comunitat o en cases de familiars. Alguns priors intentaren reformes per retornar a l'observança original, com François Ledigne de la Genevroye.

## Extinció
Cap al 1760, només hi havia tres monjos a la casa mare i tres priorats més: Vauclair, Beaupré i Remonvaux; les rendes havien disminuït molt i feia 24 anys que no hi havia hagut cap professió d'un nou monjo a l'orde. El bisbe de Langres, Gilbert, va demanar als monjos que hi restaven que s'unissin a l'Orde del Cister, la regla dels quals tenia punts de contacte amb la seva. La unió fou autoritzada per una butlla de Climent XIII de 1761 i pel parlament de Borgonya, i Val-des-Choux fou incorporada a l'abadia cistercenca de Sept-Fons el març de 1764. L'últim prior general, Dorothée Jallontz, fou després abat cistercenc de Sept-Fons. A partir de llavors, ja com a casa cistercenca, el monestir de Val des Choues va renéixer fins que el 1789 fou tancat i enderrocat en 1799, restant-ne algunes construccions.
De les cases d'Escòcia, Ardchattan (Argyll) i Beauly (Ross-shire) van passar a ésser monestirs cistercencs, mentre que l'abadia de Pluscarden esdevingué priorat benedictí, dependent de l'abadia de Dunfermline.